# Basilia lindolphoi
Basilia lindolphoi är en tvåvingeart som beskrevs av Graciolli 2000. Basilia lindolphoi ingår i släktet Basilia och familjen lusflugor. Inga underarter finns listade i Catalogue of Life.